# Нафтогін Баку — Новоросійськ

Нафтогін на мапі

Нафтогі́н Баку́–Новоросі́йськ (також відомий як Північний маршрутний експортний нафтогін) — нафтогін завдовжки 1330 км, який прямує від Сангачальського терміналу поблизу Баку до Новоросійського терміналу на узбережжі Чорного моря, Росія. Азербайджанською ділянкою трубопроводу управляє Державна нафтова компанія Азербайджанської Республіки (SOCAR), а російською — Транснефть.

## Історія
Контракт про транспортування азербайджанської нафти через територію Росії до чорноморського порту Новоросійськ підписано 18 лютого 1996 року. Тристоронній контракт укладено між Азербайджанською міжнародною операційною компанією, SOCAR і Транснафтою. Транспортування нафти нафтогоном розпочато 25 жовтня 1997 року.
6 грудня 2006 року, після суперечки щодо постачання природного газу з Росії, Азербайджан оголосив, що з 1 січня 2007 року він припинить експорт азербайджанської нафти нафтогоном Баку — Новоросійськ.

Хоча SOCAR і далі скорочувала постачання нафти нафтогоном, Азербайджанська міжнародна операційна компанія «Новоросійський трубопровід» припинила використання трубопроводу з 1 квітня 2007 року, і SOCAR став новим оператором азербайджанської ділянки.
SOCAR тимчасово припинив постачання нафти нафтогоном у лютому 2008 року через розбіжності в ціні з Транснафтою. Пізніше того ж року розбіжності були вирішені, і SOCAR відновив прокачування нафти на старих умовах угоди. У серпні 2008 року транспортування нафти нафтогоном Баку — Новоросійськ було значно збільшено через саботаж у Туреччині та конфлікт у Грузії, що призвело до тимчасового закриття конкуруючих нафтогонів Баку — Джейхан і Баку — Супса. Станом на 2013 рік нафтогін Баку — Новоросійськ залишається в експлуатації, хоча обсяги нафти, що прокачується ним, відносно невеликі. У 2012 році SOCAR експортувала за всіма маршрутами 25 млн тонн нафти. З них тільки 2 млн тонн було експортовано нафтогоном Баку — Новоросійськ. Решта 20 мільйонів і 3 мільйони тонн були експортовані за маршрутами Баку — Джейхан і Баку — Супса відповідно. Сира нафта, що транспортується нафтогоном Баку — Новоросійськ, розробляється в рамках «Early Oil Project», першої стадії більшого проєкту Азері — Чираг — Гюнешлі (ACG).
З березня по липень 2019 року нафтогін був закритий на ремонт. У жовтні 2020 року, згідно з азербайджанськими джерелами, нафтогін був об'єктом збройних нападів вірменських військ. У січні 2021 року було підписано угоду між SOCAR і «Транснефтью» про транспортування понад 1 мільйона тонн нафти через нафтогін, але з січня по 15 лютого 2021 року нафта не проходила через трубопровід (натомість нафта прямувала через Туреччину).

## Маршрут
Нафтогін Баку — Новоросійськ має завдовжки 1330 км, з яких 231 км прокладено в Азербайджані. У Росії нафтогін проходить через Дагестан. Початковий маршрут пролягав також через Чечню, оскільки він використовував наявні трубопроводи Грозний — Баку та Грозний — Новоросійськ. Однак під час Другої чеченської війни чеченська ділянка трубопроводу була закрита, і «Транснефть» побудувала обхід Чечні.

## Технічні особливості
Діаметр трубопроводу становить 530 мм (21 дюйм), а річна пропускна здатність дорівнює 5 мільйонам тонн або 105 000 барелів/добу. Трубопровід має три насосні станції в Сангачалі, Сумгаїті та Сіязані.

## Експортовані обсяги
- 2008: 1,3 млн тонн[14]
- 2009: 2,55 млн тонн[14]
- 2017: 1,49 млн тонн[15]
- 2018: 1,2 млн тонн[6]
- 2020: 613 000 тонн[9]
- 2021: 1,7 млн тонн[9]